# Stony Brook Seawolves

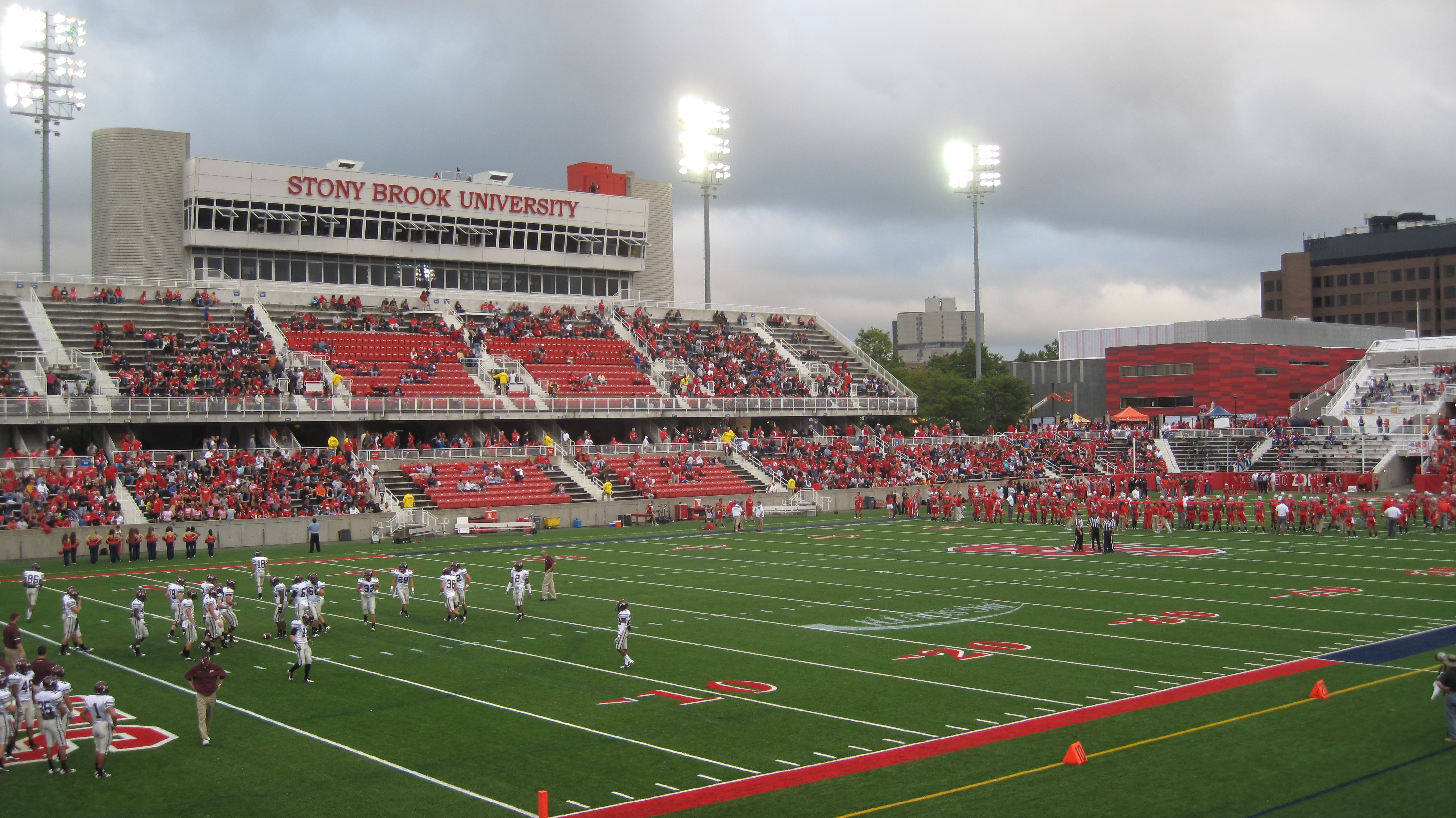
Kenneth P LaValle Stadium.

Stony Brook Seawolves (en español: Lobos de Mar de Stony Brook) es el nombre que reciben los equipos deportivos de la Universidad de Stony Brook, situada en Stony Brook, Nueva York. Los equipos de los Seawolves participan en las competiciones universitarias organizadas por la NCAA, y forman parte de la Colonial Athletic Association.
Los Seawolves se unieron a CAA Football, la liga de fútbol americano técnicamente separada operada por Colonial Athletic Association, en 2013. Se unieron a CAA para todos los deportes en 2022.

## Apodo y mascota
Antiguamente, cuando el campus de la universidad estaba situado en Oyster Bay, los equipos eran conocidos como los Soundmen o los Baymen. En 1960, ya en su actual ubicación, pasaron a denominarse los Warriors y en 1966 lo cambiaron por el de Patriots. En 1994, coincidiendo con su ascenso a la División I de la NCAA, cambiaron su nombre por el actual, Seawolves, lobos de mar en castellano. Se decía que el Seawolf era una criatura mítica de la tribu de los Tlingit que traía buena suerte. Su mascota se llama Wolfie, desde el último cambio de nombre en 1994.

## Programa deportivo
Los Seawolves participan en las siguientes modalidades deportivas:
| - Masculino - Atletismo - Atletismo cubierta - Baloncesto - Béisbol - Cross - Fútbol - Fútbol americano - Lacrosse | - Femenino - Atletismo - Atletismo cubierta - Baloncesto - Softball - Fútbol - Tenis - Lacrosse - Cross - Natación - Voleibol |

## Instalaciones deportivas
- Island Federal Credit Union Arena (históricamente Stony Brook University Arena), enclavado en el Stony Brook Sports Complex, es la instalación donde disputan sus partidos de baloncesto masculino y femenino. Construido en 1967, tiene capacidad para 4.000 espectadores, y actualmente se encuentra en remodelación, que concluirá en 2014. Hasta entonces los partidos se disputan en el Pritchard Gymnasium.[2]
- Kenneth P. LaValle Stadium, es el estadio donde se disputa el fútbol americano, el fútbol y el lacrosse. Construido en 2002, tiene una capacidad para 8.300 espectadores.[3]